# Виктор Гисли Хальгримссон
Виктор Гисли Хальгримссон (исл. Виктор Гисли Хальгримссон; род. 24 июля 2000, Рейкьявик) — исландский гандболист, выступает за гандбольный клуб «Висла» и сборную Исландии по гандболу.

## Карьера

### Клубная
Виктор Гисли Хальгримссон выступал за основную команду «Фрам Рейкьявик» с 2016 года. Отличная игра на своей позиции дала возможность ему в 2019 году подписать контракт с датским клубом «ГОГ», с которым в чемпионате Дании занял второе место в 2020 году и третье место в 2021 году. Вместе с этой командой стал чемпионом Дании в 2022 году.
В сезоне 2022/23 годов вратарь перешёл во французский клуб первого дивизиона «Нант». Вместе с «Нантом» выиграл чемпионат Франции в 2022 году, а также Кубок Франции в 2023 и 2024 годах.
С сезона 2024/25 годов играет в клубе первого польского дивизиона «Висла».

### Международная карьера в сборной
В составе взрослой сборной Исландии Виктор дебютировал 8 апреля 2018 года против Франции в матче Золотой лиги в Норвегии. Только через год после этого он провел свои следующие три матча за сборную в квалификации чемпионата Европы.
Вместе с Исландией участвовал в чемпионате Европы 2020 года (11-е место) и чемпионате мира 2021 года (20-е место). На чемпионате Европы 2022 года (6-е место) был включен в состав команды всех звезд турнира как лучший вратарь. Принимал участие в чемпионате мира 2023 и 2025 годов.